# Melibea Obono

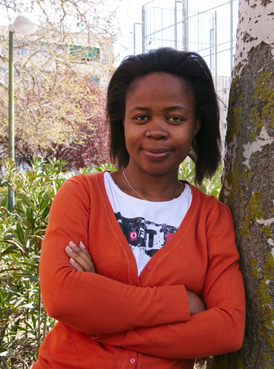
Melibea Obono

Trifonia Melibea Obono Ntutumu (ur. 27 listopada 1982) – pisarka i dziennikarka z Gwinei Równikowej.

## Życiorys
Urodziła się w Afaetom w Evinayong w kontynentalnej części kraju. Należy do grupy etnicznej Fang. Uzyskała magisterium z zakresu nauk politycznych i dziennikarstwa na Uniwersytecie Murcji, ze specjalizacją we współpracy  międzynarodowej i rozwoju. Zawodowo związana ze środowiskiem akademickim, od 2013 wykłada na Universidad Nacional de Guinea Ecuatorial (UNGE), pracuje także w Centrum Afrohiszpańskim Universidad Nacional de Educación a Distancia (UNED). Zajmuje się problematyką równości płci oraz pozycją kobiety w strukturze społecznej.
Jest osobą biseksualną, swoją twórczość literacką określa równocześnie jako feministyczną i wypływającą z tematyki związanej z mniejszościami seksualnymi. W wywiadach zwraca również uwagę na neokolonialny charakter współczesnej Gwinei, zarówno na poziomie instytucji rządowych jak i mentalności jej obywateli. Wskazuje na wielorakie źródła homofobii w kulturach ludów Bantu, tak rodzime jak i wynikające z wpływu rozmaitych kościołów chrześcijańskich.
Opublikowała kilka powieści, m.in. Herencia de bidendee (2016), La bastarda (2016) i La  albina del dinero (2017) oraz zbiór opowieści Las mujeres hablan mucho y mal (2018). Uwzględniona w antologii Voces femeninas de Guinea Ecuatorial. Una antología (2015) zestawionej przez Remei Sipi Mayo.
Literaturę uznaje za broń w walce o zmianę społeczną, od 2016 przewodzi kolektywowi Somos Parte del Mundo walczącego o prawa społeczności LGBT.
Pisuje również dla prasy, między innymi dla La Gaceta de Guinea Ecuatorial czy Bostezo.
Nagrodzona między innymi Premio Internacional de Literaturas Africanas (2018) oraz Premio Mujer Ideal de Guinea Ecuatorial (2019). Tłumaczona na angielski.